# Сакария (квартал на Истанбул)
„Сакария“ (на турски: Sakarya) е квартал на Истанбул, разположен в градска околия Еюпсултан. Общата му площ е 0,44 км2. Според данни на Адресната система за регистриране на населението (ABPRS) към 2024 г. населението на „Сакария“ е 10 770 жители.